# Table des caractères Unicode/U1D300
Cette page contient des caractères spéciaux ou non latins. S’ils s’affichent mal (▯, ?, etc.), consultez la page d’aide Unicode.
Table des caractères Unicode U+1D300 à U+1D35F.

## Symboles du Classique du mystère suprême (Unicode 4.0)
Symboles utilisés pour les monogrammes, digrammes et tétragrammes décrits dans le Tai Xuan Jing (« Classique du mystère suprême »), qui forment une extension des monogrammes, digrammes et trigrammes mieux connus décrits dans le Yi Jing (« Livre des mutations », « Classique des changements » ou « Canon des mutations » ou encore « Livre des transformations »). Ces symboles incluent un monogramme ajouté (une ligne brisée en 3 segments, représentant l'homme) aux deux monogrammes classiques représentant le Ying et le Yang, pour composer 87 symboles supplémentaires, dont ce monogramme, 5 digrammes et 81 tétragrammes.
Les noms normalisés en anglais affectés au monogramme U+1D300 et aux 5 digrammes U+1D301 à U+1D305  sont des traductions incorrectes de ceux de la terminologie chinoise usuelle. Des alias chinois (en romanisation pinyin simplifiée) ont été ajoutés dans un correctif de la norme afin de mieux représenter la signification de ces caractères, mais les noms de caractères en anglais sont stabilisés et ne peuvent être modifiés. Ces erreurs n'affectent pas version traduite en français de la norme et des tables de caractères publiées par Unicode et l'ISO où les noms français recommandés sont informatifs et ne sont pas concernés par la politique de stabilité des normes. La version française fournit également des romanisations Wade-Giles pour le chinois traditionnel.
Noter également que certaines versions de polices systèmes préinstallées (dont Segoe UI Symbol en version 6.24,  utilisée mais pas encore corrigée en février 2025 sur Windows 11 comme police de repli par défaut pour les caractères de ce bloc) mélangent incorrectement les glyphes des 3 digrammes U+1D301 à U+1D303. Ceci peut être corrigé dans la table ci-dessous en installant la police Noto Sans Symbol 2, tant qu’aucune mise à jour de cette police n’est pas disponible.

### Table des caractères
| en fr   | 0 | 1 | 2 | 3 | 4 | 5 | 6 | 7 | 8 | 9 | A | B | C | D | E | F |
| U+1D300 | 𝌀 | 𝌁 | 𝌂 | 𝌃 | 𝌄 | 𝌅 | 𝌆 | 𝌇 | 𝌈 | 𝌉 | 𝌊 | 𝌋 | 𝌌 | 𝌍 | 𝌎 | 𝌏 |
| U+1D310 | 𝌐 | 𝌑 | 𝌒 | 𝌓 | 𝌔 | 𝌕 | 𝌖 | 𝌗 | 𝌘 | 𝌙 | 𝌚 | 𝌛 | 𝌜 | 𝌝 | 𝌞 | 𝌟 |
| U+1D320 | 𝌠 | 𝌡 | 𝌢 | 𝌣 | 𝌤 | 𝌥 | 𝌦 | 𝌧 | 𝌨 | 𝌩 | 𝌪 | 𝌫 | 𝌬 | 𝌭 | 𝌮 | 𝌯 |
| U+1D330 | 𝌰 | 𝌱 | 𝌲 | 𝌳 | 𝌴 | 𝌵 | 𝌶 | 𝌷 | 𝌸 | 𝌹 | 𝌺 | 𝌻 | 𝌼 | 𝌽 | 𝌾 | 𝌿 |
| U+1D340 | 𝍀 | 𝍁 | 𝍂 | 𝍃 | 𝍄 | 𝍅 | 𝍆 | 𝍇 | 𝍈 | 𝍉 | 𝍊 | 𝍋 | 𝍌 | 𝍍 | 𝍎 | 𝍏 |
| ------- | - | - | - | - | - | - | - | - | - | - | - | - | - | - | - | - |
| U+1D350 | 𝍐 | 𝍑 | 𝍒 | 𝍓 | 𝍔 | 𝍕 | 𝍖 |   |   |   |   |   |   |   |   |   |